# Personele verteller
Een personele verteller of personale vertelinstantie in een verhaal is niet alwetend ; staat in de hij of zij vorm. Een voorbeeld is de figuur van Serenus Zeitblom in de roman Doctor Faustus van Thomas Mann, die een beschrijving geeft van het leven van een componist, maar zelf niet goed begrijpt wat er gaande is. Een speciale vorm is de onbetrouwbare verteller, die niet de volledige waarheid vertelt en de lezer op het verkeerde been zet: een beproefd middel in detectiveromans.
Het tegengestelde van een personele verteller is een auctoriële verteller, die meer weet dan de personages. 